# Nestinus
Nestinus es un género de insecto coleóptero de la familia Chrysomelidae.

## Especies
Las especies de este género son:
- Nestinus auriquadrum Jacoby, 1886
- Nestinus bimaculatus Clark, 1886
- Nestinus brevicollis (Blake, 1941)
- Nestinus flavomarginatus Jacoby, 1879
- Nestinus incertus Clark, 1865
- Nestinus longicornis Jacoby, 1892
- Nestinus modesta (Jacoby, 1886)
- Nestinus regalis Clark, 1865
- Nestinus viridis (Jacoby, 1879)